# Ephemera duporti
Ephemera duporti is een haft uit de familie Ephemeridae. De wetenschappelijke naam van de soort is voor het eerst geldig gepubliceerd in 1921 door Lestage.
De soort komt voor in het Oriëntaals gebied.